# Élection présidentielle italienne de 1999
L’élection présidentielle italienne de 1999, onzième élection présidentielle de la République italienne, est un scrutin au suffrage universel indirect visant à élire le président de la République pour un mandat de sept ans. Le premier et unique tour de scrutin s'est tenu le 13 mai 1999, au palais Montecitorio, à Rome, le plénum du collège électoral étant présidé par le président de la Chambre des députés, Luciano Violante.
À l'issue du premier tour de scrutin, le ministre du Trésor Carlo Azeglio Ciampi, est élu président de la République italienne, par 707 voix sur 990 présents.

## L'élection

### La procédure

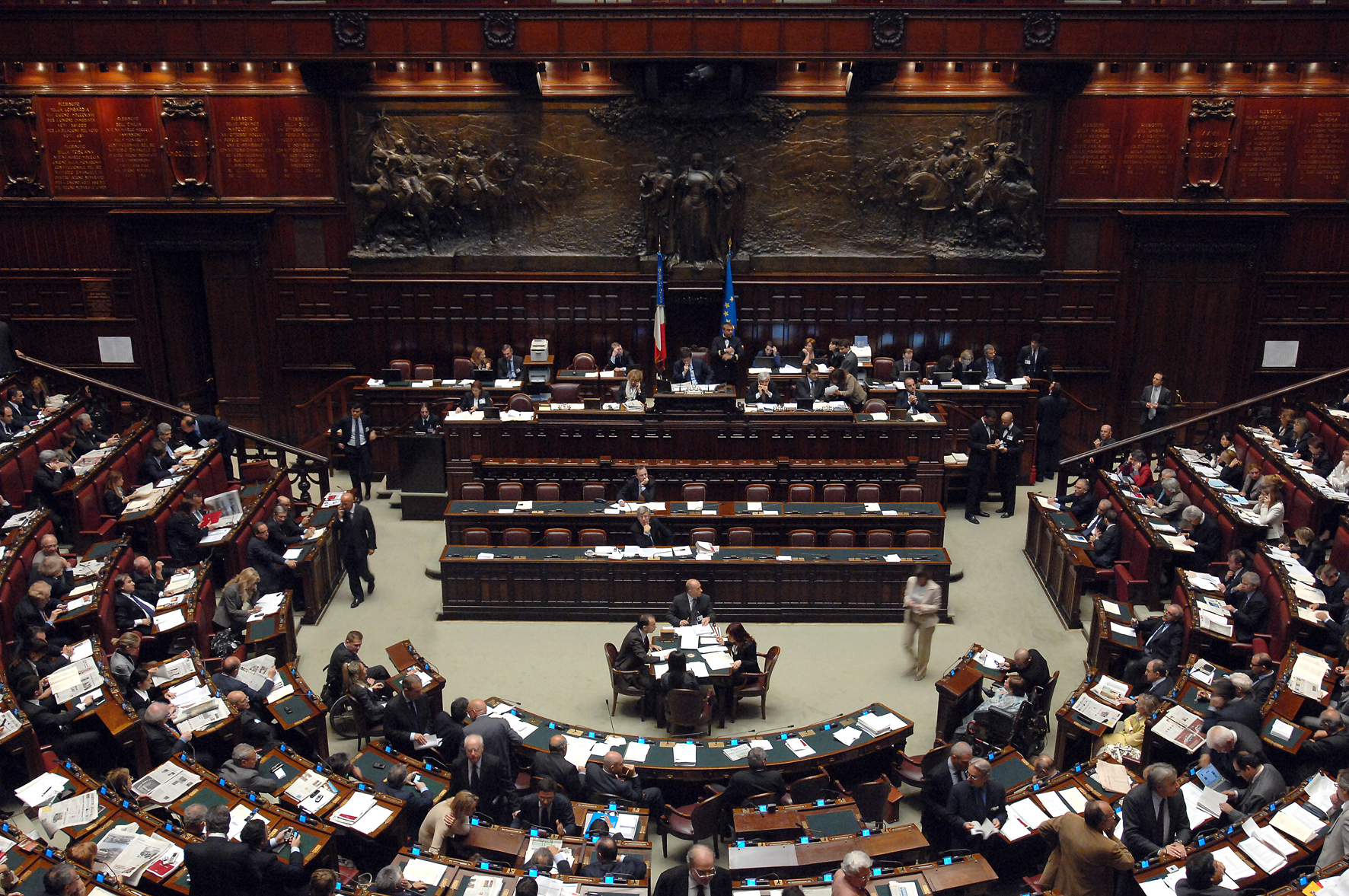
La salle de réunion du collège électoral au palais Montecitorio.

Le président de la République (Presidente della Repubblica) est élu au suffrage universel indirect par la séance commune du Parlement, à laquelle participent également cinquante-huit délégués régionaux, trois par Régions, sauf pour le Val d'Aoste qui n'en a qu'un. Du fait de la présence de sept sénateurs à vie, le collège comprend à cette occasion 1 010 membres.
Le plénum est présidé par le président de la Chambre des députés et se tient au siège de la chambre basse, le palais Montecitorio à Rome. Pour ce scrutin, la présidence sera, en conséquence, assumée par Luciano Violante.
L'élection est acquise à la majorité des deux tiers de l'assemblée aux trois premiers tours, à la majorité absolue par la suite. Il faudra donc réunir 674 voix, ou 506 suffrages au-delà de trois tours.

### Ciampi, principal candidat
L'ancien gouverneur de la Banque d'Italie, Carlo Azeglio Ciampi, ministre du Trésor du gouvernement en exercice dirigé par Massimo D'Alema, était présenté comme un candidat sérieux pour la succession d'Oscar Luigi Scalfaro ; ce dernier, respectant la tradition instaurée par ses prédécesseurs, avait décidé de ne pas faire acte de candidature pour un second septennat.

### 13 mai 1999

#### Tour unique
| Nom              | Nom                  | Voix  |
| ---------------- | -------------------- | ----- |
|                  | Carlo Azeglio Ciampi | 707   |
|                  | Luciano Gasperini    | 72    |
|                  | Pietro Ingrao        | 21    |
|                  | Rosa Iervolino       | 16    |
|                  | Emma Bonino          | 15    |
|                  | Giulio Andreotti     | 10    |
|                  | Bettino Craxi        | 6     |
|                  | Nicola Mancino       | 6     |
|                  | Antonio Serena       | 6     |
|                  | Luciano Violante     | 6     |
|                  | Oscar Luigi Scalfaro | 5     |
|                  | Silvio Berlusconi    | 4     |
|                  | Antonio Fazio        | 4     |
|                  | Mino Martinazzoli    | 4     |
|                  | Giuliano Amato       | 3     |
|                  | Francesco Cossiga    | 3     |
|                  | Augusto Barbera      | 2     |
|                  | Antonio Baldassarre  | 2     |
|                  | Autres candidats     | 25    |
|                  |                      |       |
| Bulletins blancs | Bulletins blancs     | 55    |
| Bulletins nuls   | Bulletins nuls       | 18    |
| Total            | Total                | 990   |
| Abstentions      | Abstentions          | 20    |
| Inscrits         | Inscrits             | 1 010 |

À l'issue du premier tour de scrutin, Carlo Azeglio Ciampi ayant recueilli la majorité des deux-tiers des suffrages, est proclamé élu président de la République italienne par le président de la Chambre, Luciano Violante,,.